# San Lorenzo de la Parrilla
San Lorenzo de la Parrilla è un comune spagnolo di 1 153 abitanti situato nella comunità autonoma di Castiglia-La Mancia.